# Президент Венгрии
Президе́нт Ве́нгрии  (венг. Magyarország köztársasági elnöke) — должность главы государства Венгрия. В настоящее время должность президента Венгрии занимает Тамаш Шуйок.

## Общие сведения
Президент в Венгрии выполняет в основном церемониальные функции, в то время как основная власть принадлежит правительству, особенно премьер-министру.
Согласно действующему с 2011 года законодательству, Президент является главой государства, который символизирует единство нации, осуществляет управление государством и следит за исполнением демократических норм государственными органами. У Президента есть определённые полномочия и обязанности, часть которых может быть реализована только при поддержке Правительства. Президент избирается тайным голосованием в Парламенте на пять лет и не может занимать данную выборную должность более двух сроков подряд.
Президент обладает личной неприкосновенностью. Он не может заниматься какой-либо иной оплачиваемой работой, хотя может заниматься любой другой деятельностью (если она не связана с охраной авторских прав). В случае его временной нетрудоспособности обязанности Президента исполняет председатель (спикер) Национального собрания Венгрии.

## Полномочия и обязанности
Президент имеет следующие полномочия и обязанности:
- присутствовать на заседании Национального собрания Венгрии и выступать там
- создавать законопроекты
- предлагать провести референдум на государственном уровне
- устанавливать дату проведения парламентских, региональных выборов и выборов в Европарламент, а также референдумов на государственном уровне
- принимать решения по вопросам, касающимся некоторых аспектов правовой системы
- созвать учредительное заседание Национального собрания
- распустить Национальное собрание
- подписать принятый закон или отклонить его, отправив на доработку в Национальное собрание или на рассмотрение в Конституционный суд
- предлагать кандидатуру премьер-министра, президента Курии, генерального прокурора или Уполномоченного по основным правам
- назначать судей и главу Совета по бюджету
- назначать Президента Венгерской академии наук
- руководить вооружёнными силами (армией и ВВС)
- разрабатывать организационную структуру своего кабинета

Для представленных ниже действий Президенту необходима поддержка Правительства:
- признавать в соответствии с полномочиями Национального собрания действие международных договоров
- назначать и принимать послов и посланников
- назначать министров, Президента Венгерского национального банка и его Вице-президента, руководителей независимых регулирующих органов и преподавателей университетов
- инструктировать ректоров университетов
- назначать генералов
- принимать решения о присвоении наград, премий и званий, а также утверждать ношение зарубежных государственных наград
- осуществлять индивидуально помилование
- принимать постановления по вопросам о территориальной организации, входящим в его компетенцию
- принимать решения по вопросам об утрате и приобретении гражданства
- принимать решения по вопросам, на которые ссылается закон, в своей компетенции

## Выборы
Президент Венгрии избирается путём тайного голосования на пять лет. Выборы проводятся в промежутке между 60 и 30 днями до истечения срока полномочий предыдущего президента, в случае досрочной отставки — в течение 30 дней с момента истечения срока полномочий. В выборах может участвовать гражданин Венгрии возрастом не менее 35 лет, для регистрации кандидата необходима поддержка как минимум одной пятой части Национального собрания.
Если в первом туре кандидат набрал голоса более двух третей депутатов Национального собрания, он сразу же избирается Президентом. В противном случае повторное голосование проводится во втором туре между двумя кандидатами по принципу простого большинства, победитель голосования будет избран Президентом. Выборы длятся не более двух дней подряд. Избранный Президент вступает в должность по истечении срока действия полномочий предшественника, принося присягу перед членами Национального собрания.

## Прекращение полномочий
Полномочия Президента Венгерской Республики прекращаются:
- в случае истечения их срока
- в случае смерти президента
- в случае нетрудоспособности более чем на 90 дней
- в случае невозможности участия в выборах
- в случае заявления о несовместимости полномочий с другой работой
- в случае ухода в отставку
- в случае лишения звания президента

## Импичмент
В связи с неприкосновенностью Президента против него можно возбудить уголовное дело только после прекращения его полномочий. Однако, если он нарушает Конституцию или совершил умышленное преступление во время исполнения своих обязанностей, пятая часть Национального собрания может предложить импичмент, который принимается после поддержки со стороны двух третей Национального собрания. С момента резолюции парламента до завершения процедуры Президент не может исполнять свои обязанности. Отстранение осуществляет Конституционный суд.